# جوشوا سويني
جوشوا سويني (بالإنجليزية: Joshua Sweeney)‏ هو لاعب هوكي الجليد أمريكي، ولد في 6 يونيو 1987 في Williams Air Force Base ‏ في الولايات المتحدة.

## روابط خارجية
- جوشوا سويني على موقع Paralympic.org (الإنجليزية)
- جوشوا سويني على موقع اللجنة الأولمبية والبارالمبية الأمريكية (الإنجليزية)